# Aeropuerto de Palmyra
El Aeropuerto de Palmyra (en inglés:  Palmyra Airport)  (ICAO: PLPA, FAA LID: P16) es un aeropuerto sin vigilancia en el Atolón de Palmyra (Palmyra Atoll) un territorio de Estados Unidos en el Océano Pacífico. Es una instalación de uso privado, construida originalmente durante la Segunda Guerra Mundial y ahora propiedad de la organización The Nature Conservancy. Cuenta con una pista de aterrizaje (6/24) que mide 5,000 pies x 150 pies (1.524 m × 46 m). El nombre para el aeropuerto y la isla donde se encuentra  proviene de Henry Ernest Cooper, (1857-1929) que fue dueño del Atolón Palmyra de 1911 a 1922.